# Llista de ciutats romanes de Catalunya
El període romà de Catalunya, és el que va després del període dels ibers i va començar al segle iii aC amb la romanització i va acabar amb la invasió dels visigots. Quan van arribar els romans, al territori hi havia un grup de tribus ibers i colònies hel·lèniques. Fins al segle següent, no es va formar el que avui en dia és el principat de Catalunya.
- Iulia Livica: Llívia
- Ruscino: Rosselló
- Iliberis: Elna
- Rhodae: Roses
- Emporiae: Empúries
- Gerunda: Girona
- Aquis Voconis: Caldes de Malavella
- Blandae: Blanes
- Aquae Calidae: Caldes de Montbui
- Iluro: Mataró
- Baetulo: Badalona
- Ausa: Vic
- Bàrcino: Barcelona
- Tarraco: Tarragona
- Dertosa: Tortosa
- Adfines: Martorell
- Ilerda: Lleida
- Iesso: Guissona
- Egara: Terrassa
- Bergium: Berga
- Aesso: Isona
- Sigarra/Segarra: Els Prats de Rei